# Eleições legislativas portuguesas de 2009 no distrito de Lisboa
| Eleições legislativas portuguesas de 2009 Distritos: Aveiro \| Beja \| Braga \| Bragança \| Castelo Branco \| Coimbra \| Évora \| Faro \| Guarda \| Leiria \| Lisboa \| Portalegre \| Porto \| Santarém \| Setúbal \| Viana do Castelo \| Vila Real \| Viseu \| Açores \| Madeira \| Estrangeiro |

## Resultados por Concelho
Os resultados nos concelhos do Distrito de Lisboa foram os seguintes:

### Alenquer
| Partido                 | Partido                        | Votos  | %               | +/-  |
| ----------------------- | ------------------------------ | ------ | --------------- | ---- |
|                         | Partido Socialista             | 8 590  | 40,68 / 100,00  | 9,83 |
|                         | Partido Social Democrata       | 4 197  | 19,87 / 100,00  | 0,08 |
|                         | Coligação Democrática Unitária | 2 843  | 13,46 / 100,00  | 0,72 |
|                         | Bloco de Esquerda              | 2 329  | 11,03 / 100,00  | 5,02 |
|                         | CDS – Partido Popular          | 1 761  | 8,34 / 100,00   | 3,30 |
|                         | PCTP/MRPP                      | 250    | 1,18 / 100,00   | 0,57 |
|                         | Outros                         | 487    | 2,30 / 100,00   |      |
| Votos Inválidos         | Votos Inválidos                | 660    | 3,12 / 100,00   | 0,64 |
| Total                   | Total                          | 21 117 | 100,00 / 100,00 |      |
| Eleitorado/Participação | Eleitorado/Participação        | 33 133 | 63,73 / 100,00  | 3,11 |

| Freguesia                 | %     | %     | %     | %     | %     | %    | Votantes |
| Freguesia                 | PS    | PSD   | CDU   | BE    | CDS   | PCTP | Votantes |
| ------------------------- | ----- | ----- | ----- | ----- | ----- | ---- | -------- |
| Abrigada                  | 37,56 | 15,06 | 22,56 | 10,44 | 7,22  | 1,50 | 1 800    |
| Aldeia Galega da Merceana | 43,54 | 19,34 | 15,82 | 7,34  | 7,55  | 1,34 | 967      |
| Aldeia Gavinha            | 43,34 | 24,66 | 11,18 | 7,81  | 6,74  | 0,77 | 653      |
| Alenquer (Santo Estêvão)  | 38,73 | 20,44 | 11,95 | 12,94 | 10,10 | 1,22 | 3 029    |
| Alenquer (Triana)         | 36,61 | 22,55 | 15,78 | 9,39  | 9,44  | 1,00 | 2 098    |
| Cabanas de Torres         | 46,13 | 16,90 | 9,32  | 11,69 | 9,48  | 0,95 | 633      |
| Cadafais                  | 41,05 | 16,31 | 14,03 | 13,68 | 8,55  | 0,80 | 877      |
| Carnota                   | 41,09 | 19,89 | 12,61 | 11,52 | 7,93  | 1,85 | 920      |
| Carregado                 | 35,89 | 17,34 | 13,57 | 15,41 | 10,38 | 1,20 | 4 238    |
| Meca                      | 44,36 | 17,98 | 18,98 | 7,39  | 3,90  | 1,60 | 1 001    |
| Olhalvo                   | 43,85 | 23,06 | 10,19 | 8,66  | 7,61  | 1,21 | 1 236    |
| Ota                       | 37,10 | 21,79 | 12,55 | 10,48 | 11,45 | 0,55 | 725      |
| Pereiro de Palhacana      | 50,45 | 16,12 | 14,03 | 6,87  | 5,07  | 2,69 | 335      |
| Ribafria                  | 48,20 | 21,31 | 9,84  | 11,15 | 4,10  | 0,16 | 610      |
| Ventosa                   | 49,63 | 26,04 | 6,49  | 6,42  | 5,22  | 1,27 | 1 340    |
| Vila Verde dos Francos    | 51,15 | 25,04 | 6,72  | 6,56  | 5,19  | 0,61 | 655      |
| Alenquer                  | 40,68 | 19,87 | 13,46 | 11,03 | 8,34  | 1,18 | 21 117   |

### Amadora
| Partido                 | Partido                        | Votos   | %               | +/-  |
| ----------------------- | ------------------------------ | ------- | --------------- | ---- |
|                         | Partido Socialista             | 34 143  | 38,93 / 100,00  | 7,83 |
|                         | Partido Social Democrata       | 18 323  | 20,89 / 100,00  | 0,44 |
|                         | Coligação Democrática Unitária | 10 298  | 11,74 / 100,00  | 0,35 |
|                         | Bloco de Esquerda              | 10 024  | 11,43 / 100,00  | 2,06 |
|                         | CDS – Partido Popular          | 8 987   | 10,25 / 100,00  | 4,38 |
|                         | Outros                         | 3 007   | 3,42 / 100,00   |      |
| Votos Inválidos         | Votos Inválidos                | 2 917   | 3,33 / 100,00   | 0,21 |
| Total                   | Total                          | 87 699  | 100,00 / 100,00 |      |
| Eleitorado/Participação | Eleitorado/Participação        | 144 625 | 60,64 / 100,00  | 5,22 |

| Freguesia  | %     | %     | %     | %     | %     | Votantes |
| Freguesia  | PS    | PSD   | CDU   | BE    | CDS   | Votantes |
| ---------- | ----- | ----- | ----- | ----- | ----- | -------- |
| Alfornelos | 37,61 | 23,47 | 8,43  | 12,79 | 10,34 | 5 552    |
| Alfragide  | 31,35 | 33,83 | 5,55  | 9,26  | 13,55 | 4 753    |
| Brandoa    | 42,63 | 14,80 | 15,77 | 9,98  | 8,97  | 7 905    |
| Buraca     | 40,40 | 18,57 | 11,90 | 10,94 | 10,24 | 7 269    |
| Damaia     | 40,93 | 20,75 | 12,15 | 11,51 | 8,58  | 10 986   |
| Falagueira | 41,20 | 16,19 | 16,41 | 10,73 | 9,22  | 7 746    |
| Mina       | 39,17 | 21,39 | 12,19 | 10,46 | 10,22 | 9 342    |
| Reboleira  | 37,13 | 22,53 | 10,02 | 13,05 | 10,99 | 8 041    |
| São Brás   | 37,18 | 19,72 | 11,00 | 13,33 | 11,59 | 10 132   |
| Venda Nova | 41,70 | 18,56 | 11,94 | 12,02 | 9,30  | 4 957    |
| Venteira   | 37,14 | 23,87 | 10,86 | 11,09 | 10,76 | 11 016   |
| Amadora    | 38,93 | 20,89 | 11,74 | 11,43 | 10,25 | 87 699   |

### Arruda dos Vinhos
| Partido                 | Partido                        | Votos | %               | +/-   |
| ----------------------- | ------------------------------ | ----- | --------------- | ----- |
|                         | Partido Socialista             | 2 365 | 38,97 / 100,00  | 10,73 |
|                         | Partido Social Democrata       | 1 540 | 25,38 / 100,00  | 1,48  |
|                         | Bloco de Esquerda              | 620   | 10,22 / 100,00  | 3,04  |
|                         | Coligação Democrática Unitária | 553   | 9,11 / 100,00   | 0,28  |
|                         | CDS – Partido Popular          | 527   | 8,68 / 100,00   | 3,39  |
|                         | PCTP/MRPP                      | 62    | 1,02 / 100,00   | 0,17  |
|                         | Outros                         | 162   | 2,68 / 100,00   |       |
| Votos Inválidos         | Votos Inválidos                | 239   | 3,94 / 100,00   | 1,27  |
| Total                   | Total                          | 6 068 | 100,00 / 100,00 |       |
| Eleitorado/Participação | Eleitorado/Participação        | 9 430 | 64,35 / 100,00  | 2,20  |

| Freguesia           | %     | %     | %     | %     | %    | %    | Votantes |
| Freguesia           | PS    | PSD   | BE    | CDU   | CDS  | PCTP | Votantes |
| ------------------- | ----- | ----- | ----- | ----- | ---- | ---- | -------- |
| Arranhó             | 39,53 | 34,85 | 6,37  | 6,44  | 7,83 | 0,59 | 1 366    |
| Arruda dos Vinhos   | 37,45 | 23,30 | 11,96 | 9,49  | 9,29 | 1,22 | 3 605    |
| Cardosas            | 35,89 | 27,27 | 7,18  | 15,55 | 7,42 | 0,48 | 418      |
| Santiago dos Velhos | 47,86 | 16,20 | 10,60 | 8,54  | 7,95 | 1,18 | 679      |
| Arruda dos Vinhos   | 38,97 | 25,38 | 10,22 | 9,11  | 8,68 | 1,02 | 6 068    |

### Azambuja
| Partido                 | Partido                        | Votos  | %               | +/-   |
| ----------------------- | ------------------------------ | ------ | --------------- | ----- |
|                         | Partido Socialista             | 4 106  | 38,21 / 100,00  | 13,28 |
|                         | Partido Social Democrata       | 1 953  | 18,17 / 100,00  | 1,05  |
|                         | Coligação Democrática Unitária | 1 546  | 14,39 / 100,00  | 0,64  |
|                         | Bloco de Esquerda              | 1 515  | 14,10 / 100,00  | 6,40  |
|                         | CDS – Partido Popular          | 858    | 7,98 / 100,00   | 3,61  |
|                         | PCTP/MRPP                      | 142    | 1,32 / 100,00   | 0,37  |
|                         | Outros                         | 245    | 2,27 / 100,00   |       |
| Votos Inválidos         | Votos Inválidos                | 382    | 3,56 / 100,00   | 0,87  |
| Total                   | Total                          | 10 747 | 100,00 / 100,00 |       |
| Eleitorado/Participação | Eleitorado/Participação        | 17 344 | 61,96 / 100,00  | 5,33  |

| Freguesia              | %     | %     | %     | %     | %    | %    | Votantes |
| Freguesia              | PS    | PSD   | CDU   | BE    | CDS  | PCTP | Votantes |
| ---------------------- | ----- | ----- | ----- | ----- | ---- | ---- | -------- |
| Alcoentre              | 39,99 | 20,64 | 10,12 | 12,02 | 8,89 | 1,22 | 1 473    |
| Aveiras de Baixo       | 35,81 | 20,34 | 15,83 | 11,21 | 9,87 | 0,49 | 821      |
| Aveiras de Cima        | 39,62 | 14,04 | 15,19 | 16,80 | 6,30 | 1,70 | 2 173    |
| Azambuja               | 35,48 | 20,47 | 13,10 | 14,63 | 9,31 | 1,26 | 3 664    |
| Maçussa                | 42,86 | 18,49 | 21,43 | 7,56  | 3,78 | 1,26 | 238      |
| Manique do Intendente  | 39,18 | 17,92 | 20,02 | 13,23 | 4,57 | 1,24 | 809      |
| Vale do Paraíso        | 42,76 | 13,28 | 17,41 | 13,45 | 7,93 | 1,72 | 580      |
| Vila Nova da Rainha    | 44,34 | 15,09 | 13,40 | 14,15 | 7,74 | 0,94 | 530      |
| Vila Nova de São Pedro | 34,86 | 17,65 | 15,69 | 14,60 | 7,63 | 1,96 | 459      |
| Azambuja               | 38,21 | 18,17 | 14,39 | 14,10 | 7,98 | 1,32 | 10 747   |

### Cadaval
| Partido                 | Partido                        | Votos  | %               | +/-  |
| ----------------------- | ------------------------------ | ------ | --------------- | ---- |
|                         | Partido Socialista             | 3 006  | 39,22 / 100,00  | 7,15 |
|                         | Partido Social Democrata       | 2 431  | 31,72 / 100,00  | 1,06 |
|                         | CDS – Partido Popular          | 750    | 9,79 / 100,00   | 3,21 |
|                         | Bloco de Esquerda              | 567    | 7,40 / 100,00   | 2,97 |
|                         | Coligação Democrática Unitária | 386    | 5,04 / 100,00   | 0,84 |
|                         | Outros                         | 211    | 2,74 / 100,00   |      |
| Votos Inválidos         | Votos Inválidos                | 313    | 4,09 / 100,00   | 0,72 |
| Total                   | Total                          | 7 664  | 100,00 / 100,00 |      |
| Eleitorado/Participação | Eleitorado/Participação        | 12 616 | 60,75 / 100,00  | 2,04 |

| Freguesia  | %     | %     | %     | %     | %    | Votantes |
| Freguesia  | PS    | PSD   | CDS   | BE    | CDU  | Votantes |
| ---------- | ----- | ----- | ----- | ----- | ---- | -------- |
| Alguber    | 46,00 | 27,52 | 7,39  | 6,16  | 7,19 | 487      |
| Cadaval    | 32,45 | 31,02 | 11,79 | 10,58 | 7,08 | 1 399    |
| Cercal     | 47,63 | 29,53 | 8,36  | 5,29  | 3,62 | 359      |
| Figueiros  | 41,28 | 39,74 | 7,69  | 4,10  | 1,79 | 390      |
| Lamas      | 47,17 | 25,50 | 8,21  | 7,14  | 5,14 | 1 694    |
| Painho     | 43,50 | 24,42 | 10,84 | 6,50  | 7,08 | 692      |
| Peral      | 39,51 | 32,51 | 8,51  | 8,13  | 5,48 | 529      |
| Pero Moniz | 35,47 | 29,05 | 14,80 | 9,50  | 4,19 | 358      |
| Vermelha   | 35,09 | 40,62 | 8,77  | 5,13  | 3,10 | 741      |
| Vilar      | 29,56 | 41,77 | 11,03 | 7,19  | 2,86 | 1 015    |
| Cadaval    | 39,22 | 31,72 | 9,79  | 7,40  | 5,04 | 7 664    |

### Cascais
| Partido                 | Partido                        | Votos   | %               | +/-  |
| ----------------------- | ------------------------------ | ------- | --------------- | ---- |
|                         | Partido Socialista             | 30 760  | 32,25 / 100,00  | 6,45 |
|                         | Partido Social Democrata       | 29 221  | 30,64 / 100,00  | 2,59 |
|                         | CDS – Partido Popular          | 12 930  | 13,56 / 100,00  | 1,05 |
|                         | Bloco de Esquerda              | 9 619   | 10,09 / 100,00  | 1,70 |
|                         | Coligação Democrática Unitária | 6 404   | 6,71 / 100,00   | 0,10 |
|                         | Outros                         | 3 420   | 3,58 / 100,00   |      |
| Votos Inválidos         | Votos Inválidos                | 3 015   | 3,16 / 100,00   | 0,36 |
| Total                   | Total                          | 95 369  | 100,00 / 100,00 |      |
| Eleitorado/Participação | Eleitorado/Participação        | 159 233 | 59,89 / 100,00  | 4,89 |

| Freguesia            | %     | %     | %     | %     | %    | Votantes |
| Freguesia            | PS    | PSD   | CDS   | BE    | CDU  | Votantes |
| -------------------- | ----- | ----- | ----- | ----- | ---- | -------- |
| Alcabideche          | 35,38 | 25,20 | 13,24 | 10,46 | 6,80 | 16 347   |
| Carcavelos           | 30,92 | 31,93 | 13,73 | 10,62 | 6,45 | 11 715   |
| Cascais              | 27,05 | 37,99 | 17,01 | 7,48  | 4,55 | 17 744   |
| Estoril              | 28,12 | 37,29 | 15,17 | 8,78  | 4,72 | 14 137   |
| Parede               | 29,70 | 35,37 | 12,68 | 10,21 | 6,21 | 11 692   |
| São Domingos de Rana | 38,38 | 21,96 | 10,58 | 12,23 | 9,85 | 23 734   |
| Cascais              | 32,25 | 30,64 | 13,56 | 10,09 | 6,71 | 95 369   |

### Lisboa
| Partido                 | Partido                        | Votos   | %               | +/-  |
| ----------------------- | ------------------------------ | ------- | --------------- | ---- |
|                         | Partido Socialista             | 112 076 | 34,79 / 100,00  | 7,69 |
|                         | Partido Social Democrata       | 93 125  | 28,90 / 100,00  | 4,06 |
|                         | CDS – Partido Popular          | 36 982  | 11,48 / 100,00  | 0,94 |
|                         | Bloco de Esquerda              | 31 613  | 9,81 / 100,00   | 1,10 |
|                         | Coligação Democrática Unitária | 27 557  | 8,55 / 100,00   | 0,32 |
|                         | Movimento Esperança Portugal   | 3 357   | 1,04 / 100,00   | Novo |
|                         | Outros                         | 8 070   | 2,51 / 100,00   |      |
| Votos Inválidos         | Votos Inválidos                | 9 412   | 2,92 / 100,00   | 0,29 |
| Total                   | Total                          | 322 192 | 100,00 / 100,00 |      |
| Eleitorado/Participação | Eleitorado/Participação        | 521 678 | 61,76 / 100,00  | 3,39 |

| Freguesia                    | %     | %     | %     | %     | %     | %    | Votantes |
| Freguesia                    | PS    | PSD   | CDS   | BE    | CDU   | MEP  | Votantes |
| ---------------------------- | ----- | ----- | ----- | ----- | ----- | ---- | -------- |
| Ajuda                        | 38,95 | 19,61 | 9,20  | 10,98 | 15,14 | 0,52 | 9 408    |
| Alcântara                    | 35,42 | 25,12 | 10,05 | 10,85 | 12,37 | 0,94 | 8 469    |
| Alto do Pina                 | 30,17 | 36,49 | 13,06 | 7,91  | 5,69  | 1,02 | 5 889    |
| Alvalade                     | 26,67 | 40,63 | 14,15 | 8,23  | 4,68  | 1,52 | 6 390    |
| Ameixoeira                   | 39,45 | 23,48 | 11,17 | 9,72  | 9,43  | 0,96 | 5 937    |
| Anjos                        | 33,71 | 29,01 | 11,86 | 10,75 | 7,96  | 0,76 | 5 236    |
| Beato                        | 38,81 | 21,29 | 10,04 | 10,70 | 12,51 | 0,63 | 7 251    |
| Benfica                      | 35,69 | 28,92 | 11,58 | 9,76  | 8,26  | 0,82 | 24 105   |
| Campo Grande                 | 32,90 | 31,42 | 12,22 | 9,91  | 7,29  | 1,17 | 6 325    |
| Campolide                    | 37,45 | 26,23 | 10,32 | 10,50 | 8,59  | 0,98 | 8 608    |
| Carnide                      | 36,71 | 23,82 | 11,44 | 10,56 | 10,24 | 1,31 | 10 319   |
| Castelo                      | 38,61 | 13,86 | 5,61  | 13,86 | 19,80 | 0,33 | 303      |
| Charneca                     | 42,79 | 19,10 | 10,01 | 9,24  | 11,26 | 0,23 | 3 508    |
| Coração de Jesus             | 33,36 | 30,50 | 11,48 | 11,78 | 6,40  | 0,94 | 2 656    |
| Encarnação                   | 38,72 | 25,41 | 9,26  | 11,00 | 8,97  | 0,87 | 1 728    |
| Graça                        | 35,87 | 26,92 | 9,23  | 11,95 | 9,66  | 0,66 | 3 499    |
| Lapa                         | 26,73 | 39,53 | 15,79 | 7,18  | 4,37  | 1,86 | 5 795    |
| Lumiar                       | 33,53 | 32,49 | 12,80 | 8,95  | 5,92  | 1,76 | 22 066   |
| Madalena                     | 40,00 | 19,61 | 12,94 | 8,63  | 12,94 | 0,78 | 255      |
| Mártires                     | 33,80 | 30,52 | 12,68 | 7,98  | 6,10  | 1,88 | 213      |
| Marvila                      | 42,55 | 15,70 | 8,81  | 11,91 | 13,13 | 0,63 | 19 647   |
| Mercês                       | 37,00 | 23,73 | 10,28 | 11,45 | 10,21 | 1,13 | 2 743    |
| Nossa Senhora de Fátima      | 29,77 | 36,43 | 14,40 | 7,82  | 5,59  | 1,40 | 10 322   |
| Pena                         | 36,94 | 27,04 | 11,83 | 10,69 | 7,62  | 0,64 | 2 637    |
| Penha de França              | 37,38 | 26,98 | 9,51  | 11,88 | 8,58  | 0,57 | 7 560    |
| Prazeres                     | 35,65 | 28,59 | 11,65 | 9,06  | 9,06  | 1,20 | 3 907    |
| Sacramento                   | 36,02 | 23,94 | 8,85  | 11,67 | 10,87 | 1,41 | 497      |
| Santa Catarina               | 43,70 | 22,35 | 8,66  | 10,78 | 7,93  | 0,74 | 2 309    |
| Santa Engrácia               | 37,42 | 25,77 | 8,90  | 10,77 | 9,88  | 0,65 | 2 934    |
| Santa Isabel                 | 30,92 | 34,70 | 13,61 | 8,00  | 6,88  | 1,72 | 4 314    |
| Santa Justa                  | 35,95 | 22,55 | 10,78 | 12,42 | 9,80  | 0    | 306      |
| Santa Maria de Belém         | 30,68 | 33,65 | 13,23 | 8,90  | 7,16  | 1,79 | 5 405    |
| Santa Maria dos Olivais      | 37,78 | 24,69 | 9,50  | 11,02 | 10,18 | 0,80 | 27 973   |
| Santiago                     | 34,49 | 25,05 | 9,83  | 10,60 | 11,37 | 1,16 | 519      |
| Santo Condestável            | 35,34 | 28,06 | 10,36 | 10,82 | 9,13  | 0,84 | 10 011   |
| Santo Estêvão                | 36,40 | 17,75 | 11,91 | 7,31  | 18,90 | 0,82 | 1 217    |
| Santos-o-Velho               | 34,61 | 26,04 | 13,79 | 8,49  | 10,31 | 1,70 | 2 473    |
| São Cristóvão e São Lourenço | 36,71 | 23,42 | 10,39 | 11,18 | 10,39 | 1,71 | 760      |
| São Domingos de Benfica      | 32,48 | 35,38 | 12,03 | 8,18  | 6,08  | 1,23 | 20 376   |
| São Francisco Xavier         | 25,80 | 42,01 | 15,51 | 6,39  | 4,52  | 1,33 | 5 197    |
| São João                     | 37,27 | 25,62 | 9,26  | 12,29 | 9,39  | 0,66 | 8 848    |
| São João de Brito            | 26,49 | 39,72 | 15,04 | 8,08  | 5,30  | 1,06 | 8 271    |
| São João de Deus             | 27,41 | 39,25 | 15,65 | 7,05  | 4,88  | 1,09 | 7 687    |
| São Jorge de Arroios         | 31,63 | 33,39 | 12,11 | 9,71  | 6,96  | 0,98 | 10 925   |
| São José                     | 37,78 | 25,94 | 9,76  | 10,05 | 10,34 | 0,87 | 1 731    |
| São Mamede                   | 29,77 | 35,44 | 15,54 | 8,14  | 5,06  | 1,70 | 3 598    |
| São Miguel                   | 45,07 | 14,46 | 6,95  | 8,63  | 17,71 | 0,90 | 892      |
| São Nicolau                  | 34,32 | 26,68 | 10,92 | 11,23 | 8,11  | 0,78 | 641      |
| São Paulo                    | 39,52 | 22,02 | 9,21  | 11,38 | 11,13 | 0,62 | 1 617    |
| São Sebastião da Pedreira    | 26,45 | 39,76 | 17,91 | 6,70  | 3,76  | 1,55 | 4 763    |
| São Vicente de Fora          | 37,83 | 19,72 | 9,15  | 11,47 | 14,74 | 0,55 | 1 988    |
| Sé                           | 36,09 | 24,06 | 12,32 | 9,42  | 10,87 | 2,03 | 690      |
| Socorro                      | 41,59 | 22,73 | 6,51  | 10,11 | 10,31 | 0,61 | 1 474    |
| Lisboa                       | 34,79 | 28,90 | 11,48 | 9,81  | 8,55  | 1,04 | 322 192  |

### Loures
| Partido                 | Partido                        | Votos   | %               | +/-  |
| ----------------------- | ------------------------------ | ------- | --------------- | ---- |
|                         | Partido Socialista             | 41 344  | 39,18 / 100,00  | 7,39 |
|                         | Partido Social Democrata       | 20 481  | 19,41 / 100,00  | 0,05 |
|                         | Coligação Democrática Unitária | 15 825  | 15,00 / 100,00  | 0,45 |
|                         | Bloco de Esquerda              | 10 880  | 10,31 / 100,00  | 2,19 |
|                         | CDS – Partido Popular          | 9 520   | 9,02 / 100,00   | 3,60 |
|                         | PCTP/MRPP                      | 1 110   | 1,05 / 100,00   | 0,12 |
|                         | Outros                         | 2 762   | 2,62 / 100,00   |      |
| Votos Inválidos         | Votos Inválidos                | 3 595   | 3,40 / 100,00   | 0,22 |
| Total                   | Total                          | 105 517 | 100,00 / 100,00 |      |
| Eleitorado/Participação | Eleitorado/Participação        | 164 339 | 64,21 / 100,00  | 4,76 |

| Freguesia                    | %     | %     | %     | %     | %     | %    | Votantes |
| Freguesia                    | PS    | PSD   | CDU   | BE    | CDS   | PCTP | Votantes |
| ---------------------------- | ----- | ----- | ----- | ----- | ----- | ---- | -------- |
| Apelação                     | 44,15 | 13,94 | 17,21 | 9,77  | 8,34  | 0,85 | 2 231    |
| Bobadela                     | 43,69 | 16,57 | 14,16 | 11,47 | 7,65  | 0,78 | 5 232    |
| Bucelas                      | 45,67 | 13,44 | 16,92 | 10,69 | 6,50  | 1,10 | 2 553    |
| Camarate                     | 38,65 | 16,13 | 16,45 | 9,74  | 10,73 | 1,61 | 9 651    |
| Fanhões                      | 38,76 | 18,40 | 20,10 | 8,86  | 7,16  | 0,82 | 1 592    |
| Frielas                      | 46,04 | 16,04 | 10,72 | 12,88 | 8,02  | 1,26 | 1 110    |
| Loures                       | 37,88 | 22,68 | 11,28 | 10,32 | 10,48 | 0,81 | 13 713   |
| Lousa                        | 37,97 | 22,31 | 13,66 | 8,59  | 8,52  | 1,33 | 1 654    |
| Moscavide                    | 42,76 | 19,42 | 12,41 | 10,40 | 7,98  | 1,24 | 7 317    |
| Portela                      | 30,24 | 38,66 | 5,07  | 7,44  | 12,42 | 0,47 | 8 508    |
| Prior Velho                  | 40,29 | 17,75 | 14,07 | 10,30 | 9,95  | 1,00 | 3 398    |
| Sacavém                      | 40,80 | 17,22 | 17,79 | 10,41 | 7,70  | 0,84 | 8 765    |
| Santa Iria de Azoia          | 36,46 | 14,30 | 26,50 | 9,01  | 6,90  | 1,30 | 9 978    |
| Santo Antão do Tojal         | 41,34 | 15,04 | 20,14 | 9,02  | 6,70  | 1,43 | 2 373    |
| Santo António dos Cavaleiros | 38,09 | 20,97 | 9,77  | 13,95 | 10,10 | 0,82 | 11 616   |
| São João da Talha            | 40,49 | 15,81 | 17,38 | 10,82 | 8,36  | 1,05 | 9 521    |
| São Julião do Tojal          | 42,87 | 13,24 | 24,20 | 8,40  | 5,32  | 1,33 | 1 880    |
| Unhos                        | 42,40 | 14,85 | 16,47 | 9,72  | 8,61  | 1,90 | 4 425    |
| Loures                       | 39,18 | 19,41 | 15,00 | 10,31 | 9,02  | 1,05 | 105 517  |

### Lourinhã
| Partido                 | Partido                        | Votos  | %               | +/-  |
| ----------------------- | ------------------------------ | ------ | --------------- | ---- |
|                         | Partido Social Democrata       | 4 703  | 35,36 / 100,00  | 5,10 |
|                         | Partido Socialista             | 3 939  | 29,61 / 100,00  | 7,71 |
|                         | CDS – Partido Popular          | 1 935  | 14,55 / 100,00  | 5,40 |
|                         | Bloco de Esquerda              | 1 154  | 8,68 / 100,00   | 4,18 |
|                         | Coligação Democrática Unitária | 538    | 4,04 / 100,00   | 1,44 |
|                         | Outros                         | 502    | 3,77 / 100,00   |      |
| Votos Inválidos         | Votos Inválidos                | 530    | 3,98 / 100,00   | 0,33 |
| Total                   | Total                          | 13 301 | 100,00 / 100,00 |      |
| Eleitorado/Participação | Eleitorado/Participação        | 22 098 | 60,19 / 100,00  | 3,17 |

| Freguesia                  | %     | %     | %     | %     | %    | Votantes |
| Freguesia                  | PSD   | PS    | CDS   | BE    | CDU  | Votantes |
| -------------------------- | ----- | ----- | ----- | ----- | ---- | -------- |
| Atalaia                    | 33,33 | 30,16 | 14,06 | 10,20 | 3,74 | 882      |
| Lourinhã                   | 33,51 | 30,70 | 13,43 | 10,71 | 4,54 | 5 136    |
| Marteleira                 | 31,31 | 34,00 | 14,37 | 8,76  | 2,45 | 856      |
| Miragaia                   | 35,14 | 36,10 | 13,81 | 4,48  | 2,57 | 1 050    |
| Moita dos Ferreiros        | 47,35 | 21,08 | 18,01 | 4,77  | 2,12 | 944      |
| Moledo                     | 40,46 | 23,28 | 14,12 | 10,69 | 4,58 | 262      |
| Reguengo Grande            | 26,83 | 36,25 | 15,41 | 5,84  | 7,44 | 753      |
| Ribamar                    | 42,18 | 20,77 | 16,47 | 8,05  | 4,21 | 1 093    |
| Santa Bárbara              | 37,70 | 24,70 | 18,53 | 7,69  | 3,58 | 923      |
| São Bartolomeu dos Galegos | 32,42 | 36,77 | 14,03 | 5,00  | 4,03 | 620      |
| Vimeiro                    | 36,57 | 26,85 | 11,76 | 10,87 | 4,09 | 782      |
| Lourinhã                   | 35,36 | 29,61 | 14,55 | 8,68  | 4,04 | 13 301   |

### Mafra
| Partido                 | Partido                        | Votos  | %               | +/-  |
| ----------------------- | ------------------------------ | ------ | --------------- | ---- |
|                         | Partido Socialista             | 11 406 | 35,10 / 100,00  | 8,67 |
|                         | Partido Social Democrata       | 9 342  | 28,75 / 100,00  | 2,37 |
|                         | CDS – Partido Popular          | 3 733  | 11,49 / 100,00  | 4,51 |
|                         | Bloco de Esquerda              | 3 500  | 10,77 / 100,00  | 3,88 |
|                         | Coligação Democrática Unitária | 1 867  | 5,75 / 100,00   | 0,75 |
|                         | Outros                         | 1 271  | 3,91 / 100,00   |      |
| Votos Inválidos         | Votos Inválidos                | 1 377  | 4,24 / 100,00   | 0,64 |
| Total                   | Total                          | 32 496 | 100,00 / 100,00 |      |
| Eleitorado/Participação | Eleitorado/Participação        | 51 526 | 63,07 / 100,00  | 3,26 |

| Freguesia               | %     | %     | %     | %     | %    | Votantes |
| Freguesia               | PS    | PSD   | CDS   | BE    | CDU  | Votantes |
| ----------------------- | ----- | ----- | ----- | ----- | ---- | -------- |
| Azueira                 | 44,35 | 26,54 | 8,34  | 7,23  | 4,80 | 1 522    |
| Carvoeira               | 33,26 | 26,79 | 13,17 | 11,92 | 7,49 | 881      |
| Cheleiros               | 38,22 | 35,88 | 9,98  | 6,24  | 2,34 | 641      |
| Encarnação              | 22,27 | 47,47 | 11,53 | 6,65  | 2,60 | 2 151    |
| Enxara do Bispo         | 42,40 | 22,24 | 9,25  | 10,64 | 6,08 | 724      |
| Ericeira                | 36,61 | 27,09 | 11,91 | 12,59 | 5,28 | 3 980    |
| Gradil                  | 35,45 | 29,62 | 7,02  | 9,08  | 8,05 | 584      |
| Igreja Nova             | 37,08 | 27,00 | 11,03 | 9,65  | 5,52 | 1 378    |
| Mafra                   | 35,01 | 25,82 | 11,98 | 13,61 | 5,78 | 7 180    |
| Malveira                | 31,49 | 29,30 | 12,43 | 11,55 | 7,07 | 2 502    |
| Milharado               | 38,98 | 24,89 | 11,21 | 8,91  | 6,37 | 2 953    |
| Santo Estêvão das Galés | 33,26 | 29,29 | 12,37 | 7,93  | 8,05 | 857      |
| Santo Isidoro           | 34,47 | 31,44 | 11,47 | 10,54 | 4,25 | 1 813    |
| São Miguel de Alcainça  | 31,80 | 31,32 | 13,54 | 13,42 | 4,35 | 827      |
| Sobral da Abelheira     | 44,10 | 25,93 | 7,45  | 6,37  | 6,99 | 644      |
| Venda do Pinheiro       | 34,17 | 28,70 | 11,74 | 10,26 | 7,38 | 3 442    |
| Vila Franca do Rosário  | 35,01 | 26,38 | 15,35 | 10,79 | 4,56 | 417      |
| Mafra                   | 35,10 | 28,75 | 11,49 | 10,77 | 5,75 | 32 496   |

### Odivelas
| Partido                 | Partido                        | Votos   | %               | +/-  |
| ----------------------- | ------------------------------ | ------- | --------------- | ---- |
|                         | Partido Socialista             | 28 444  | 38,77 / 100,00  | 8,61 |
|                         | Partido Social Democrata       | 16 624  | 22,66 / 100,00  | 0,23 |
|                         | Bloco de Esquerda              | 8 342   | 11,37 / 100,00  | 2,42 |
|                         | CDS – Partido Popular          | 7 553   | 10,30 / 100,00  | 4,54 |
|                         | Coligação Democrática Unitária | 7 360   | 10,03 / 100,00  | 0,29 |
|                         | Outros                         | 2 588   | 3,52 / 100,00   |      |
| Votos Inválidos         | Votos Inválidos                | 2 452   | 3,34 / 100,00   | 0,08 |
| Total                   | Total                          | 73 363  | 100,00 / 100,00 |      |
| Eleitorado/Participação | Eleitorado/Participação        | 116 648 | 62,89 / 100,00  | 5,20 |

| Freguesia             | %     | %     | %     | %     | %     | Votantes |
| Freguesia             | PS    | PSD   | BE    | CDS   | CDU   | Votantes |
| --------------------- | ----- | ----- | ----- | ----- | ----- | -------- |
| Caneças               | 35,90 | 21,20 | 11,83 | 9,83  | 13,15 | 5 991    |
| Famões                | 39,67 | 21,97 | 10,85 | 11,15 | 8,55  | 5 612    |
| Odivelas              | 38,90 | 23,84 | 11,29 | 10,44 | 9,17  | 29 477   |
| Olival Basto          | 40,85 | 21,14 | 10,46 | 8,09  | 11,85 | 3 089    |
| Pontinha              | 41,91 | 18,74 | 11,05 | 9,57  | 11,41 | 12 065   |
| Póvoa de Santo Adrião | 37,73 | 24,25 | 12,10 | 10,38 | 9,38  | 7 527    |
| Ramada                | 35,84 | 24,53 | 11,75 | 11,19 | 9,79  | 9 602    |
| Odivelas              | 38,77 | 22,66 | 11,37 | 10,30 | 10,03 | 73 363   |

### Oeiras
| Partido                 | Partido                        | Votos   | %               | +/-  |
| ----------------------- | ------------------------------ | ------- | --------------- | ---- |
|                         | Partido Socialista             | 32 195  | 34,61 / 100,00  | 6,30 |
|                         | Partido Social Democrata       | 26 833  | 28,85 / 100,00  | 3,04 |
|                         | CDS – Partido Popular          | 10 965  | 11,79 / 100,00  | 1,58 |
|                         | Bloco de Esquerda              | 9 748   | 10,48 / 100,00  | 0,59 |
|                         | Coligação Democrática Unitária | 7 235   | 7,78 / 100,00   | 0,10 |
|                         | Outros                         | 3 077   | 3,30 / 100,00   |      |
| Votos Inválidos         | Votos Inválidos                | 2 964   | 3,18 / 100,00   | 0,38 |
| Total                   | Total                          | 93 017  | 100,00 / 100,00 |      |
| Eleitorado/Participação | Eleitorado/Participação        | 142 994 | 65,05 / 100,00  | 3,84 |

| Freguesia                    | %     | %     | %     | %     | %     | Votantes |
| Freguesia                    | PS    | PSD   | CDS   | BE    | CDU   | Votantes |
| ---------------------------- | ----- | ----- | ----- | ----- | ----- | -------- |
| Algés                        | 32,69 | 33,46 | 12,33 | 9,00  | 6,75  | 12 413   |
| Barcarena                    | 38,52 | 21,68 | 11,01 | 11,34 | 10,24 | 6 911    |
| Carnaxide                    | 35,59 | 27,23 | 11,42 | 10,40 | 8,62  | 12 062   |
| Caxias                       | 33,64 | 28,85 | 13,72 | 10,37 | 6,78  | 4 367    |
| Cruz Quebrada - Dafundo      | 40,61 | 22,29 | 8,67  | 11,29 | 10,56 | 3 391    |
| Linda-a-Velha                | 35,72 | 28,66 | 10,67 | 10,67 | 7,76  | 12 479   |
| Oeiras e São Julião da Barra | 31,40 | 33,75 | 13,09 | 9,98  | 5,64  | 20 235   |
| Paço de Arcos                | 31,76 | 30,33 | 12,79 | 10,70 | 7,81  | 8 114    |
| Porto Salvo                  | 39,43 | 19,59 | 10,81 | 12,92 | 10,10 | 6 921    |
| Queijas                      | 36,23 | 27,07 | 10,40 | 10,53 | 9,03  | 6 124    |
| Oeiras                       | 34,61 | 28,85 | 11,79 | 10,48 | 7,78  | 93 017   |

### Sintra
| Partido                 | Partido                        | Votos   | %               | +/-  |
| ----------------------- | ------------------------------ | ------- | --------------- | ---- |
|                         | Partido Socialista             | 63 871  | 37,56 / 100,00  | 7,58 |
|                         | Partido Social Democrata       | 36 789  | 21,63 / 100,00  | 0,54 |
|                         | Bloco de Esquerda              | 21 230  | 12,48 / 100,00  | 2,27 |
|                         | CDS – Partido Popular          | 19 931  | 11,72 / 100,00  | 4,73 |
|                         | Coligação Democrática Unitária | 16 107  | 9,47 / 100,00   | 0,32 |
|                         | Outros                         | 6 304   | 3,70 / 100,00   |      |
| Votos Inválidos         | Votos Inválidos                | 5 826   | 3,43 / 100,00   | 0,20 |
| Total                   | Total                          | 170 058 | 100,00 / 100,00 |      |
| Eleitorado/Participação | Eleitorado/Participação        | 284 766 | 59,72 / 100,00  | 5,21 |

| Freguesia                         | %     | %     | %     | %     | %     | Votantes |
| Freguesia                         | PS    | PSD   | BE    | CDS   | CDU   | Votantes |
| --------------------------------- | ----- | ----- | ----- | ----- | ----- | -------- |
| Agualva                           | 39,15 | 20,32 | 12,82 | 11,41 | 9,30  | 17 184   |
| Algueirão - Mem Martins           | 35,95 | 21,85 | 13,02 | 12,47 | 9,34  | 27 642   |
| Almargem do Bispo                 | 40,55 | 22,60 | 9,86  | 10,56 | 8,16  | 4 535    |
| Belas                             | 37,30 | 20,66 | 11,57 | 12,67 | 10,41 | 10 340   |
| Cacém                             | 39,97 | 18,07 | 12,97 | 10,82 | 11,56 | 10 015   |
| Casal de Cambra                   | 37,93 | 18,86 | 11,66 | 13,31 | 9,86  | 5 110    |
| Colares                           | 34,14 | 28,27 | 10,74 | 14,05 | 5,64  | 3 937    |
| Massamá                           | 36,93 | 23,28 | 13,03 | 11,34 | 8,92  | 13 326   |
| Mira-Sintra                       | 39,82 | 18,83 | 11,17 | 9,33  | 13,92 | 3 420    |
| Monte Abraão                      | 38,12 | 22,49 | 12,86 | 11,05 | 9,58  | 9 853    |
| Montelavar                        | 43,11 | 20,73 | 9,03  | 7,59  | 12,20 | 2 016    |
| Pero Pinheiro                     | 36,57 | 29,88 | 8,02  | 10,51 | 8,91  | 2 256    |
| Queluz                            | 39,50 | 19,48 | 12,97 | 10,34 | 11,08 | 13 511   |
| Rio de Mouro                      | 36,77 | 20,25 | 13,55 | 12,01 | 10,13 | 19 947   |
| São João das Lampas               | 36,25 | 27,03 | 10,31 | 11,72 | 6,33  | 4 957    |
| São Marcos                        | 38,43 | 17,10 | 15,69 | 11,96 | 8,90  | 5 486    |
| Sintra - Santa Maria e São Miguel | 34,46 | 26,68 | 12,43 | 11,29 | 7,32  | 5 342    |
| Sintra - São Martinho             | 36,25 | 24,94 | 10,24 | 14,35 | 6,14  | 3 192    |
| Sintra - São Pedro de Penaferrim  | 35,65 | 24,39 | 11,21 | 13,87 | 8,28  | 5 601    |
| Terrugem                          | 38,57 | 25,96 | 11,39 | 10,09 | 7,12  | 2 388    |
| Sintra                            | 37,56 | 21,63 | 12,48 | 11,72 | 9,47  | 170 958  |

### Sobral de Monte Agraço
| Partido                 | Partido                        | Votos | %               | +/-   |
| ----------------------- | ------------------------------ | ----- | --------------- | ----- |
|                         | Partido Socialista             | 1 629 | 35,44 / 100,00  | 10,07 |
|                         | Partido Social Democrata       | 930   | 20,23 / 100,00  | 0,60  |
|                         | Coligação Democrática Unitária | 798   | 17,36 / 100,00  | 1,68  |
|                         | Bloco de Esquerda              | 467   | 10,16 / 100,00  | 3,45  |
|                         | CDS – Partido Popular          | 384   | 8,36 / 100,00   | 3,18  |
|                         | PCTP/MRPP                      | 68    | 1,48 / 100,00   | 0,86  |
|                         | Outros                         | 125   | 2,72 / 100,00   |       |
| Votos Inválidos         | Votos Inválidos                | 195   | 4,24 / 100,00   | 1,12  |
| Total                   | Total                          | 4 596 | 100,00 / 100,00 |       |
| Eleitorado/Participação | Eleitorado/Participação        | 7 702 | 59,67 / 100,00  | 4,04  |

| Freguesia              | %     | %     | %     | %     | %    | %    | Votantes |
| Freguesia              | PS    | PSD   | CDU   | BE    | CDS  | PCTP | Votantes |
| ---------------------- | ----- | ----- | ----- | ----- | ---- | ---- | -------- |
| Santo Quintino         | 37,30 | 18,65 | 20,11 | 8,63  | 8,20 | 1,70 | 1 646    |
| Sapataria              | 37,55 | 16,82 | 13,88 | 10,78 | 8,82 | 1,47 | 1 225    |
| Sobral de Monte Agraço | 32,17 | 24,17 | 17,22 | 11,19 | 8,17 | 1,28 | 1 725    |
| Sobral de Monte Agraço | 35,44 | 20,23 | 17,36 | 10,16 | 8,36 | 1,48 | 4 596    |

### Torres Vedras
| Partido                 | Partido                        | Votos  | %               | +/-  |
| ----------------------- | ------------------------------ | ------ | --------------- | ---- |
|                         | Partido Socialista             | 14 507 | 36,75 / 100,00  | 7,54 |
|                         | Partido Social Democrata       | 11 267 | 28,54 / 100,00  | 1,06 |
|                         | Bloco de Esquerda              | 4 076  | 10,33 / 100,00  | 4,23 |
|                         | CDS – Partido Popular          | 3 588  | 9,09 / 100,00   | 2,53 |
|                         | Coligação Democrática Unitária | 3 248  | 8,23 / 100,00   | 0,49 |
|                         | Outros                         | 1 356  | 3,45 / 100,00   |      |
| Votos Inválidos         | Votos Inválidos                | 1 433  | 3,63 / 100,00   | 0,50 |
| Total                   | Total                          | 39 475 | 100,00 / 100,00 |      |
| Eleitorado/Participação | Eleitorado/Participação        | 63 942 | 61,74 / 100,00  | 2,82 |

| Freguesia                                         | %     | %     | %     | %     | %     | Votantes |
| Freguesia                                         | PS    | PSD   | BE    | CDS   | CDU   | Votantes |
| ------------------------------------------------- | ----- | ----- | ----- | ----- | ----- | -------- |
| A dos Cunhados                                    | 30,82 | 37,93 | 9,74  | 9,53  | 4,78  | 3 852    |
| Campelos                                          | 33,46 | 38,58 | 5,86  | 12,91 | 2,08  | 1 348    |
| Carmões                                           | 47,30 | 19,09 | 8,09  | 9,54  | 9,34  | 482      |
| Carvoeira                                         | 38,43 | 28,54 | 9,69  | 4,41  | 16,47 | 929      |
| Dois Portos                                       | 44,65 | 19,69 | 10,62 | 6,39  | 11,57 | 1 158    |
| Freiria                                           | 32,15 | 38,76 | 9,43  | 8,96  | 2,91  | 1 272    |
| Maceira                                           | 38,62 | 18,82 | 12,12 | 8,57  | 13,10 | 1 015    |
| Matacães                                          | 40,54 | 21,34 | 9,96  | 7,25  | 13,09 | 703      |
| Maxial                                            | 46,64 | 22,47 | 8,55  | 8,28  | 8,62  | 1 473    |
| Monte Redondo                                     | 42,30 | 19,54 | 11,95 | 7,36  | 12,64 | 435      |
| Outeiro da Cabeça                                 | 41,87 | 18,50 | 11,03 | 7,85  | 13,83 | 535      |
| Ponte do Rol                                      | 40,57 | 28,42 | 11,17 | 9,31  | 4,78  | 1 235    |
| Ramalhal                                          | 40,83 | 23,04 | 9,73  | 7,44  | 9,96  | 1 788    |
| Runa                                              | 32,52 | 21,68 | 11,19 | 7,34  | 20,10 | 572      |
| São Pedro da Cadeira                              | 39,35 | 30,00 | 9,14  | 8,53  | 4,98  | 2 287    |
| Silveira                                          | 34,64 | 31,02 | 10,86 | 11,06 | 4,75  | 3 998    |
| Torres Vedras (St.ª Maria do Castelo e S. Miguel) | 39,38 | 21,54 | 12,45 | 7,98  | 11,73 | 2 618    |
| Torres Vedras (São Pedro e Santiago)              | 32,21 | 29,16 | 11,64 | 10,26 | 9,82  | 9 460    |
| Turcifal                                          | 45,52 | 21,12 | 11,45 | 7,13  | 9,22  | 1 529    |
| Ventosa                                           | 39,84 | 33,38 | 7,14  | 7,97  | 5,49  | 2 786    |
| Torres Vedras                                     | 36,75 | 28,54 | 10,33 | 9,09  | 8,23  | 39 475   |

### Vila Franca de Xira
| Partido                 | Partido                        | Votos   | %               | +/-   |
| ----------------------- | ------------------------------ | ------- | --------------- | ----- |
|                         | Partido Socialista             | 25 161  | 38,04 / 100,00  | 10,00 |
|                         | Coligação Democrática Unitária | 11 554  | 17,47 / 100,00  | 0,85  |
|                         | Partido Social Democrata       | 10 795  | 16,32 / 100,00  | 0,15  |
|                         | Bloco de Esquerda              | 8 560   | 12,94 / 100,00  | 3,67  |
|                         | CDS – Partido Popular          | 5 684   | 8,59 / 100,00   | 3,83  |
|                         | PCTP/MRPP                      | 709     | 1,07 / 100,00   | 0,14  |
|                         | Outros                         | 1 488   | 2,26 / 100,00   |       |
| Votos Inválidos         | Votos Inválidos                | 2 199   | 3,33 / 100,00   | 0,63  |
| Total                   | Total                          | 66 150  | 100,00 / 100,00 |       |
| Eleitorado/Participação | Eleitorado/Participação        | 104 829 | 63,10 / 100,00  | 4,64  |

| Freguesia               | %     | %     | %     | %     | %     | %    | Votantes |
| Freguesia               | PS    | CDU   | PSD   | BE    | CDS   | PCTP | Votantes |
| ----------------------- | ----- | ----- | ----- | ----- | ----- | ---- | -------- |
| Alhandra                | 36,42 | 26,44 | 12,72 | 12,85 | 5,70  | 0,98 | 3 789    |
| Alverca do Ribatejo     | 40,09 | 17,38 | 15,30 | 12,95 | 7,79  | 1,07 | 14 830   |
| Cachoeiras              | 40,62 | 22,11 | 12,60 | 10,80 | 8,23  | 0,26 | 389      |
| Calhandriz              | 41,21 | 19,47 | 16,07 | 11,34 | 6,24  | 0,57 | 529      |
| Castanheira do Ribatejo | 40,76 | 19,33 | 15,10 | 11,91 | 6,73  | 1,23 | 3 668    |
| Forte da Casa           | 38,19 | 12,44 | 18,81 | 12,98 | 10,05 | 1,01 | 5 763    |
| Póvoa de Santa Iria     | 37,49 | 14,05 | 17,74 | 13,27 | 10,57 | 0,81 | 13 932   |
| São João dos Montes     | 36,47 | 21,91 | 14,44 | 12,67 | 6,89  | 1,35 | 2 597    |
| Sobralinho              | 42,71 | 21,12 | 10,80 | 11,96 | 6,90  | 1,04 | 2 491    |
| Vialonga                | 35,92 | 21,39 | 14,30 | 12,91 | 8,40  | 1,65 | 8 546    |
| Vila Franca de Xira     | 35,97 | 15,38 | 20,11 | 13,38 | 9,15  | 0,96 | 9 616    |
| Vila Franca de Xira     | 38,04 | 17,47 | 16,32 | 12,94 | 8,59  | 1,07 | 66 150   |